# União da Bretanha e da França

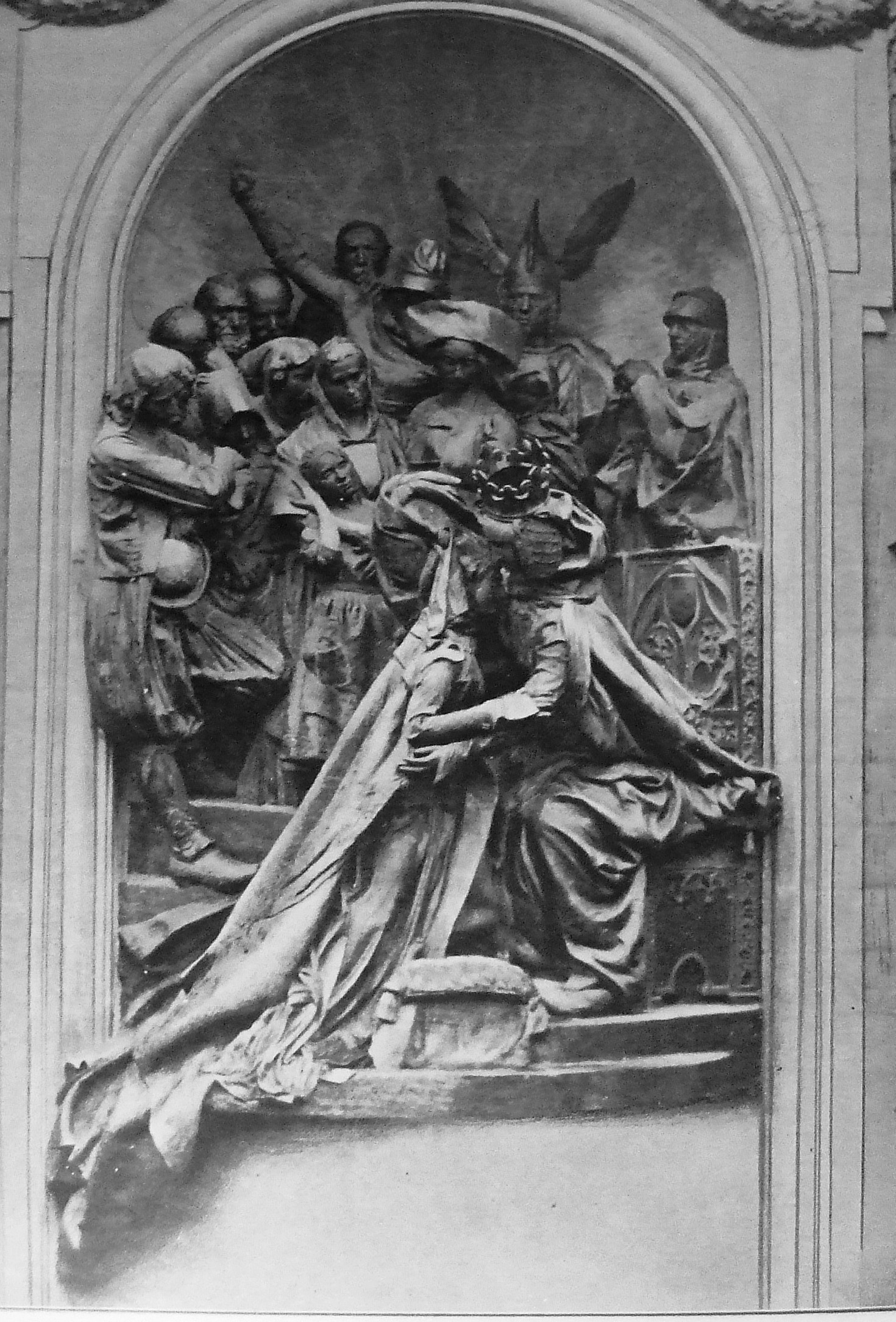
O Monumento à União da Bretanha e França em Rennes, projetado por Jean Boucher em 1911. Retrata o encontro da Duquesa Ana e do Rei Carlos VIII. O monumento foi destruído pelos separatistas bretões no 7 de agosto de 1932.

A união do Ducado da Bretanha com a Coroa da França foi o resultado de um processo político iniciado no final do século XV após a Guerra Louca. Resultou no Édito de União de 13 de agosto de 1532 e na incorporação do ducado às Terras da Coroa da França, um passo crítico na formação da França moderna.
Como um principado territorial do Reino da França, a Bretanha desfrutou de graus variados de autonomia desde que Clóvis I recebeu autoridade sobre o domínio galo-romano durante o século V. Foi primeiro registrada como "ducado" durante o governo de Nominoë em 846, provavelmente em reconhecimento da suserania carolíngia. Ao longo dos séculos, a fidelidade demonstrada pelo Ducado da Bretanha em relação ao rei francês dependia significativamente dos indivíduos que detinham os dois títulos, bem como do envolvimento da monarquia inglesa naquele momento específico. O reinado de Francisco II, Duque da Bretanha, foi especialmente crucial, pois os nobres lutaram para manter sua autonomia contra a crescente autoridade central desejada por Luís XI da França. Como resultado de várias guerras, tratados e decisões papais, a Bretanha foi unida à França através do eventual casamento do filho de Luís XI, Carlos VIII, com a herdeira da Bretanha, Ana, em 1491. No entanto, devido aos diferentes sistemas de herança entre os dois reinos, a coroa e o ducado não foram mantidos pelo mesmo herdeiro hereditário até o reinado de Henrique II, começando em 1547.

## Contexto histórico

### Época romana até o século XIII
Segundo Júlio César, a Bretanha (fr. Bretagne) era historicamente parte da Gália Céltica como Armórica (gálico para "Lugar junto ao Mar"). Com a queda do Império Romano, foi integrada ao domínio galo-romano de Siágrio. O território foi libertado do controle imperial e foi concedido pelo imperador a Clóvis I após sua vitória em Soissons em 486. Clóvis recebeu os títulos de Cônsul Honorário e Patricio, assegurando assim a legitimidade de sua autoridade sobre o antigo domínio galo-romano. Quando Clóvis morreu, a Bretanha foi incluída no quarto do reino que foi dado ao seu filho, Childeberto I.
No século IX, com o caos se espalhando pela Bretanha, os reis francos, seguindo sua política de delegação parcial de poder aos representantes locais (um precursor do sistema feudal), nomearam administradores da Bretanha. Assim Nominoë foi designado como Missus Imperatoris (emissário do imperador) pelo Rei Luís, o Piedoso, e depois como Ducatus Ipsius Gentismissus dos bretões, antes de se rebelar contra o poder real e obter um grau de autonomia para a Bretanha.
Em 942, Luís IV da França (reinou 936–954) recebeu a homenagem de Alano II, Duque da Bretanha. Ambos cresceram juntos na corte de Æthelstan, rei da Inglaterra, pois estavam em exílio protetor do Rei Raul da França (Luís) e da ocupação Viking (Alano).
Durante a expansão dos Plantageneta, a Bretanha sempre reconheceu a soberania capetíngia – mesmo os governantes plantagenetas prestaram homenagem pelo ducado aos reis da França – mas tipicamente dos principados, esta soberania era puramente nominal até o início do século XIII.
Henrique II da Inglaterra (governou 1154–1189) tentou conquistar a Bretanha, que estava cercada por todos os lados por suas possessões, pois detinha a Normandia em vassalagem da coroa da França e se casou com Leonor da Aquitânia, ganhando assim terras ao sul da Bretanha. Embora as manobras de Henrique tenham sido parcialmente bem-sucedidas—ele se tornou Conde de Nantes, forçou Conan IV, Duque da Bretanha à abdicação, e fez Constança, a duquesa sucessora, se casar com seu filho Godofredo—o Ducado da Bretanha nunca foi incorporado à coroa da Inglaterra.
O regime plantageneta chegou ao fim em 1203, em consequência do assassinato de seu sobrinho Artur, filho do Duque Godofredo e Constança, pelo Rei João. A partir desse ponto, a Bretanha estava indiscutivelmente sujeita à autoridade capetíngia, que agora podia ser exercida diretamente.

### Séculos XIV e XV

França em 1477

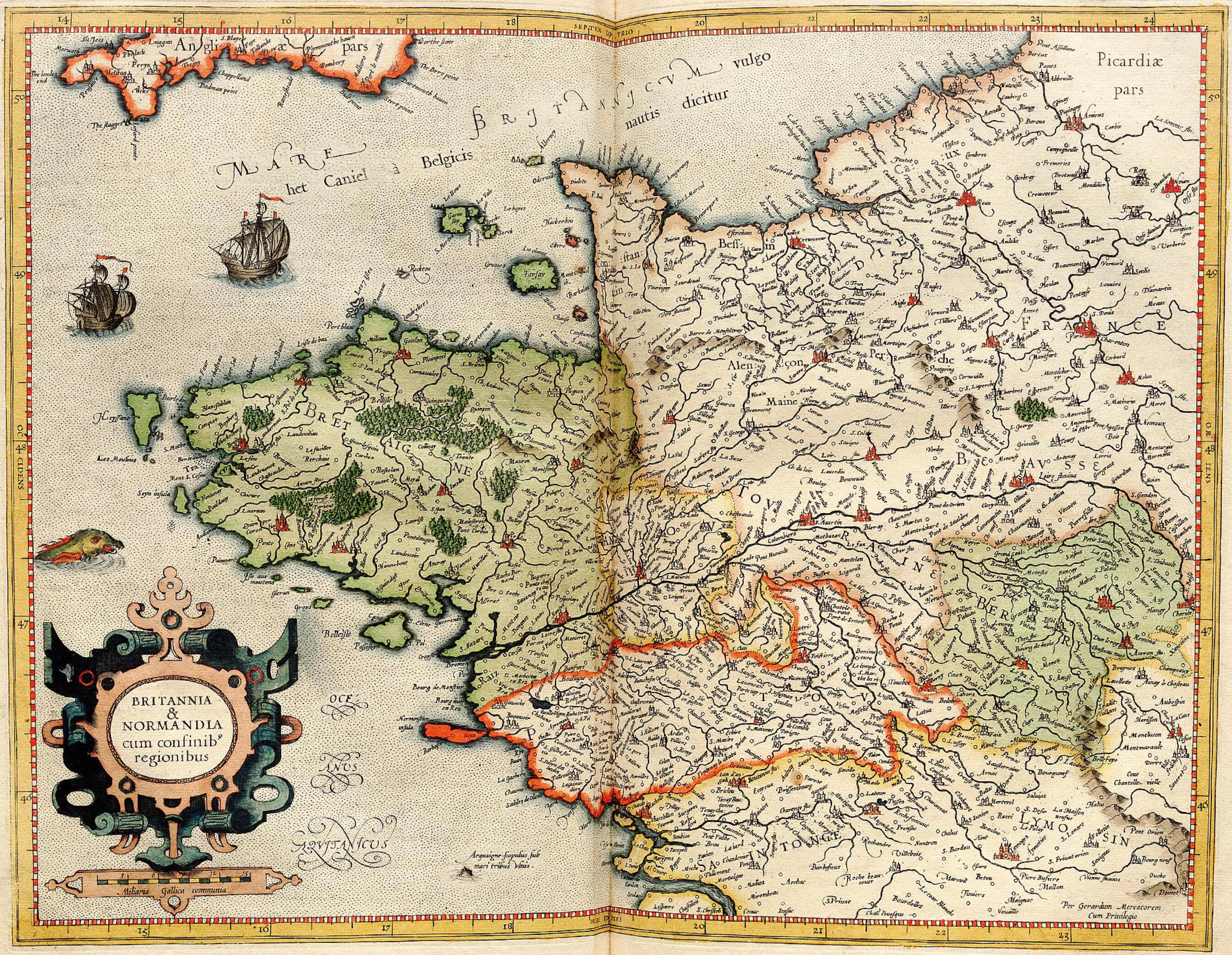
Mapa de 1596 da Bretanha

No século XIV, a Guerra de Sucessão da Bretanha entre a Casa bretã de Montfort e a Casa de Penthièvre pode ser vista como um episódio da Guerra dos Cem Anos entre a Casa de Valois (fundada por Carlos de Valois, quarto filho de Filipe III da França) e a Casa de Plantageneta (fundada por Henrique II da Inglaterra).
No século XV, os duques mais recentes da Bretanha prestaram homenagem ao rei francês, embora Francisco II, Duque da Bretanha desejasse um retorno à maior independência. Após a conclusão da Guerra dos Cem Anos, manifestou-se em conflitos diretos entre o rei e os grandes príncipes do reino. Francisco II buscou alianças e estabeleceu relações diplomáticas com a Inglaterra, a Santa Sé e o Sacro Império Romano. Os embaixadores franceses contestaram alguns movimentos do ducado em direção à independência e sua afirmação de soberania histórica.
A expansão territorial da França a trouxe às fronteiras da Bretanha e levou ao objetivo de suserania ou controle direto da península. Desde o início da Guerra de Sucessão da Bretanha em 1341, a França buscou esse objetivo e, como a França nunca aceitou voluntariamente a vitória do príncipe opositor, batalhas ou guerras se sucederam até o sucesso final francês em 1491, 1532 ou 1598, segundo diferentes pontos de vista e diferentes fontes.
Luís XI sentia grande ódio por Francisco II da Bretanha seguindo o envolvimento deste último em várias grandes conspirações. Luís e seus sucessores, a regente Ana de Beaujeu e Carlos VIII, desejavam:
- destruir a ameaça de cerco do reino francês entre o Ducado da Borgonha (e subsequentemente os Países Baixos Borgonheses e o Condado da Borgonha, que passou para o arquiduque da Áustria) ao norte e leste, e a Bretanha ao oeste.
- consolidar o poder do rei diante de Francisco II, que, como os outros nobres, se beneficiou do enfraquecimento histórico da monarquia para se revestir de símbolos de soberania, como um selo real, uma coroa real, a adoção do princípio de lesa-majestade, o estabelecimento de um parlamento soberano (ou corte de justiça), o estabelecimento de uma universidade (em Nantes), relações diplomáticas independentes e diretas com as principais potências da época, e a expulsão dos coletores de impostos do rei.
- punir aqueles nobres, incluindo Francisco II, que lutaram do lado anti-realista em múltiplos conflitos, como a Liga do Bem Público (1465), a conquista da Normandia em 1467–68 para Carlos da França (1446–72), a guerra de 1471–73, a Guerra Louca (La Guerre Folle) (1484–85), e a Guerra Franco-Bretã (1487–88).

A Chancelaria francesa justificou sua soberania sobre a Bretanha baseada em precedente histórico:
- Em 497, Clóvis I uniu os Francos em um único reino.
- No final do século VIII, Carlos Magno incorporou a Bretanha ao Império Carolíngio.
- No século XI, Guilherme, o Conquistador se expandiu para a Bretanha.

Os cronistas bretões e a Chancelaria Bretã dos séculos XIV-XVI defenderam o ponto de vista oposto, argumentando principalmente a partir do povoamento do território pelos bretões em data anterior aos francos; mas convenientemente esquecendo a falta de um tratado com o Império Romano permitindo o povoamento na Bretanha e o povoamento dos francos na região de Vannes, bem como acordos com os reis francos na autoridade seguindo o advento de Clóvis. Eles também argumentaram pela soberania da Bretanha baseada em seu status como reino antigo, embora Nominoë, que havia conquistado considerável autonomia para a administração da Bretanha, nunca tivesse o título de rei, e o fato de que a homenagem paga pelos duques aos reis era de aliança e não como vassalos. Este último ponto não foi reconhecido pelo Rei da França.
Na segunda metade do século XV, os reis da França tiveram múltiplos eventos trabalhando a seu favor na busca de adquirir a Bretanha:
- A Inglaterra, aliada tradicional dos Condes de Montfort-l'Amaury, foi incapaz de agir com força no continente depois de ser expulsa em 1453 na conclusão da Guerra dos Cem Anos e enquanto estava envolvida nas subsequentes Guerras das Rosas. Seguindo esta guerra civil, a recém-estabelecida dinastia Tudor enviou uma força inglesa sob o comando de Edward Woodville, Lorde Scales para lutar na Batalha de Saint-Aubin-du-Cormier (1488), na qual foram aniquilados e Lorde Scales morto. Seguindo esta derrota, os Tudors não ousaram intervir nos assuntos bretões mais uma vez.
- A Bretanha perdeu outro aliado importante com a morte em 1477 do Duque da Borgonha, Carlos, o Temerário, cujo domínio foi em parte incorporado à coroa francesa e de outra forma herdado por sua filha.
- O fim da dinastia de Anjou em 1482 deu ao rei o controle da fronteira entre Anjou e Bretanha.
- A nobreza bretã tinha muitos interesses no reino e, como outros nobres, aqueles relativos às pensões relacionadas aos seus títulos. Além disso, os nobres invejavam a influência dos Valois e do tesoureiro das Landes (uma divisão administrativa no sul da França), que era um simples plebeu.
- Francisco II, Duque da Bretanha, havia irritado a nobreza da Bretanha quando, como Príncipe do Vale do Loire, havia desde sua infância mantido fortes laços com os príncipes de Valois na corte francesa (daí as coalizões infelizes durante as revoltas feudais contra o rei).
- Esta falta de autoridade sobre sua alta aristocracia e seu governo em geral privou Francisco II, e mais tarde Ana da Bretanha, de apoio. A nobreza preferiu respeitar o poder real, e apenas se associou fracamente à revolta dos grandes senhores feudais durante a revolta da Guerra Louca (La Guerre Folle) contra a regência de Ana da França.
- Francisco II não tinha herdeiro masculino legítimo, então suas duas filhas, Ana e Isabel, foram proclamadas herdeiras perante os Estados da Bretanha (o conselho bretão) em conformidade com a Lei Sálica semi-aplicada do ducado. No entanto, havia outros requerentes potenciais: o Visconde de Rohan, o Príncipe de Orange, Alain d'Albret, e o Rei da França, que havia comprado um direito de herança da família Penthièvre (decorrente do tratado assinado no final da Guerra de Sucessão da Bretanha).

### Tratado de Sablé
Seguindo a Batalha de Saint-Aubin du Cormier, o Tratado de Sablé, ou "tratado do pomar", concluído com o Rei Carlos VIII da França em 20 de agosto de 1488, exigiu o acordo do rei francês para qualquer casamento das filhas de Francisco II. A sobrevivência do estado bretão estava assim condicionada ao casamento de Ana da Bretanha. Francisco II queria que Ana se casasse com Maximiliano I da Áustria como meio de (esperançosamente) garantir a soberania da Bretanha. Embora Francisco tenha morrido em setembro de 1488, seus partidários leais facilitaram esta união para Ana em um casamento por procuração realizado em 19 de dezembro de 1490.
Infelizmente, isso violou o Tratado de Sablé, pois o rei da França não consentiu com este casamento, e também colocou o governo da Bretanha nas mãos de um inimigo da França. Como resultado, a França retomou seu conflito armado com a Bretanha. A primavera de 1491 trouxe novos sucessos do general francês La Trémoille, e Carlos VIII da França veio cercar Rennes. Maximiliano falhou em vir em auxílio de sua noiva (os Habsburgo estavam muito ocupados na Hungria para prestar séria atenção à Bretanha), e Rennes caiu. Ana ficou noiva de Carlos na cripta dos Jacobinos em Rennes e viajou para Langeais para se casar. Embora a Áustria fizesse protestos diplomáticos, alegando que o casamento era ilegal porque a noiva não estava disposta, que ela já estava legalmente casada com Maximiliano, e que Carlos estava legalmente prometido a Margarida da Áustria (filha de Maximiliano), Ana se casou com Carlos VIII em 6 de dezembro de 1491. O casamento foi subsequentemente validado pelo Papa Inocêncio VIII em 15 de fevereiro de 1492.

## O Rei da França como Duque da Bretanhajure uxoris
Carlos VIII se tornou Duque da Bretanha jure uxoris após seu casamento com Ana da Bretanha. Durante seu casamento, Carlos proibiu Ana de usar o título de Duquesa da Bretanha, e impôs seu próprio governo sobre o Ducado através de um Governador Real da Casa de Penthièvre. No entanto, quando o rei morreu deixando o casal real sem filhos, o Ducado da Bretanha reverteu para Ana. Ela retornou à Bretanha e restabeleceu seu governo independente. As ações de Ana sublinharam que a linha de sucessão do Duque da Bretanha era governada pela forma peculiar da nação celta de Lei Semi-Sálica em vez da Lei Sálica estrita que governava o Reino da França. Suas ações também demonstraram que o Duque da Bretanha e o Rei da França, pelo menos nesta época, permaneceram títulos distintos e separáveis.
O sucessor de Carlos VIII, Luís XII, também se casou com Ana da Bretanha, e assim o título de Duque da Bretanha jure uxoris estava mais uma vez na pessoa do rei da França. Neste casamento, no entanto, Ana foi autorizada a usar seu título, e Luís promulgou todas as ações oficiais na Bretanha em seu nome. Quando Ana morreu em janeiro de 1514, sua filha com Luís, Cláudia, herdou o Ducado da Bretanha por direito próprio. Em maio de 1514, o título de Duque da Bretanha jure uxoris estava novamente extante através do casamento de Cláudia com seu primo Francisco, Duque de Angoulême, herdeiro do trono da França. Luís XII morreu em janeiro de 1515, momento em que Francisco foi coroado rei da França (como Francisco I), com Cláudia como sua rainha consorte.

## O Rei da França como Duque hereditário da Bretanha
A União da Bretanha e França foi quase aperfeiçoada através de Francisco III, Duque da Bretanha, o filho mais velho de Francisco I da França e Cláudia da França, e portanto o Delfim da França. Francisco III herdou o Ducado quando tinha 6 anos após a morte de sua mãe em 1524. O fato de Francisco I permitir que seu filho mais velho carregasse o título de Duque da Bretanha apoia a percepção de que o Ducado da Bretanha permanecia separado do Reino da França. No entanto, antes que a realeza e o ducado pudessem ser unidos em uma pessoa, Francisco III morreu em 1536, nunca herdando a coroa francesa. O ducado então passou para Henrique, o segundo filho de Francisco I e Cláudia. Quando Francisco I morreu em 1547, Henrique o sucedeu como Henrique II da França, e o reino e ducado foram unidos no governante.
Francisco I também buscou envolver a Bretanha no Reino da França através de manobras parlamentares. Francisco convidou formalmente o Ducado da Bretanha a se juntar à coroa francesa. Em 13 de agosto de 1532, um édito de união foi assinado pelos Estados da Bretanha em Nantes. Alguns membros do parlamento (os Estados da Bretanha) foram intimidados à cooperação com a união ou subornados, com a demanda pela união sendo de fato inspirada por Francisco I. Foi argumentado que a validade legal da união é duvidosa com base em tais fundamentos.
Independentemente da validade do Édito de União de 1532, quatro anos depois em 1536, Henrique se tornou o Duque da Bretanha após a morte de seu irmão. Assim, o Ducado da Bretanha foi considerado incorporado ao Reino da França após a morte de sua mãe.
As coroas da Bretanha e França diferiam principalmente na aplicação da Lei Sálica, e esta diferença permaneceu para desafiar a união permanente das duas coroas. Antes que este desafio legal surgisse, no entanto, séculos se passaram, e o Rei Luís XVI da França, que permanecia Duque da Bretanha por direito próprio, foi deposto e decapitado durante a Revolução Francesa. A Revolução eliminou a realeza, nobreza e quaisquer vestígios de um soberano governante tanto para o Reino da França quanto para o Ducado da Bretanha, e o parlamento da Bretanha permanece suprimido até os tempos modernos.

## Fatores políticos e econômicos
O ducado só podia se submeter, apesar de sua resistência ocasional, diante de um dos exércitos mais fortes da Europa. A elite bretã era atraída pela corte real da França, mas a burguesia mercante bretã em Saint-Malo não se identificava com os interesses dos Duques da Bretanha.